# Peloribates sierramadrensis
Peloribates sierramadrensis är en kvalsterart som beskrevs av Corpuz-Raros 1981. Peloribates sierramadrensis ingår i släktet Peloribates och familjen Haplozetidae. Inga underarter finns listade i Catalogue of Life.